# Трифонова, Антонина Григорьевна
Антонина Григорьевна Трифонова (дев. Сухоросова) — советский хозяйственный, государственный и политический деятель.

## Биография
Родилась 14 марта 1901 года в заводском поселке Верхняя Салда Верхотурского уезда. Отец Григорий Евстифеевич — каменщик мартеновского цеха на Верхнесалдинском металлургическом заводе. В семье было одиннадцать детей.
После окончания Верхнесалдинского двухклассного училища поступила в Нижнетагильскую гимназию.
В 1919 году вернулась в Верхнюю Салду, где вместе с учениками и их родителями отремонтировали здание школы и начали занятия.
С 1930 года работала также заведующей школой и учительницей, проводила большую работу по обучению грамоте рабочих и домохозяек, помогала нуждающимся школьникам с обеспечением одеждой и обувью.
Несколько раз избиралась депутатом районного и городского Советов, а в 1946 году — депутатом Верховного Совета СССР.
С 1951 по 1955 годы руководила городским отделом народного образования.
С 1 сентября 1955 года по состоянию здоровья переведена учителем в среднюю школу № 4, где проработала до 1957 года до выхода на пенсию.
Дважды награждена орденом Трудового Красного Знамени (1944, 1949), орденом Ленина (1952), медалью «За доблестный труд в Великой Отечественной войне» (1946).
В 1948 году за выдающиеся заслуги в области народного образования ей присвоено звание «Заслуженный учитель школы РСФСР».
Скончалась 28 апреля 1980 года.

### Семья
Воспитала трех детей. Одна дочь, Галина Николаевна, работала учителем начальных классов, затем русского языка и литературы в школах № 9 и № 17 Верхней Салды. Другая дочь стала инженером. Сын в 17 лет в 1941 году добровольцем ушел на фронт и погиб в 1944 году. Был награжден орденом Красной Звезды.
Дочь Галины Николаевны, Крюкова Эльвира Николаевна — работала учителем по разным предметам в школах № 9, № 4 и № 17 Верхней Салды. С 1990 года работала методистом в Центре детского творчества Верхней Салды.